# Brachycephalus clarissae
Brachycephalus clarissae — вид жаб родини короткоголових (Brachycephalidae). Описаний у 2022 році.

## Назва
Вид названий на честь бразильської герпетологині Кларисси Канедо, яка протягом 20 років внесла свій внесок у знання неотропічної анурофауни, включаючи систематику та еволюцію брахіцефалоїдних жаб.

## Поширення
Ендемік Бразилії. Мешкає в атлантичному лісі у горах Серра-дус-Органос (Національний парк Серра-дус-Органус) у штаті Ріо-де-Жанейро на південному сході країни.

## Опис
Вид характеризується невеликим розміром тіла в межах роду (максимальний SVL 9,6 мм у самців і 10,9 мм у самок), помітно зернистою спинкою з Х-подібною міткою та середнім рядом маленьких жовтих горбків, жовтим фоном забарвлення з червоними вкрапленнями на черевних поверхнях, бічною темно-коричневою смугою, відсутністю гіперосифікації скелета.